# Давиденко Андрій Олександрович
Андрій Олександрович Давиденко (нар. 20 листопада 1980) — український футболіст, що грав на позиції воротаря. Відомий за виступами у складі команд першої та другої ліг, а також у складі команди найвищого дивізіону Азербайджану «Інтер». Після 2014 року грав у командах так званої ЛНР та аматорських клубах Росії.

## Клубна кар'єра
Андрій Давиденко розпочав виступи на футбольних полях у складі команди другої ліги «Авангард» з Ровеньків у 1999 році. Поступово він став у команді основним воротарем, грав у складі ровеньківського клубу до початку 2004 року, зіграв у його складі 99 матчів чемпіонату. У другій половині 2004 року Давиденко грав у складі команди найвищого дивізіону Азербайджану «Інтер» з Баку, в якій зіграв 6 матчів. На початку 2005 року футболіст стає гравцем команди української першої ліги «Спартак» з Івано-Франківська, проте зіграв у ній лише 1 матч. На початку сезону 2005—2006 років Давиденко переходить до складу іншої команди першої ліги «Сталь» з Дніпродзержинська. У складі команди значився 2 роки, проте грав у її складі лише в першому сезоні, а в другому лише знаходився на лаві запасних. У 2007 році футболіст перейшов до складу команди другої ліги «Комунальник» з Луганська, проте й у цій команді лише сидів на лаві запасних. У 2009 році Давиденко грав у складі аматорської команди «Попасна» з однойменного міста. У 2010—2013 роках футболіст грав у складі аматорської команди «Антрацит» з однойменного міста. За 2014—2015 роки дані про виступи футболіста відсутні, а в 2016 році він грав у складі російської аматорської команди «Волгодонськ». З 2017 до 2020 року Давиденко грав турнірах на території так званої ЛНР у командах міста Ровеньки, одночасно був граючим тренером команди.